# Oliarus halehaku
Oliarus halehaku är en insektsart som beskrevs av Giffard 1925. Oliarus halehaku ingår i släktet Oliarus och familjen kilstritar. Inga underarter finns listade i Catalogue of Life.